# Seine großen Erfolge (1963)
Seine großen Erfolge ist das fünfte Kompilationsalbum des österreichischen Schlagersängers Freddy Quinn, das 1963 im Musiklabel Polydor (Nummer 46 762 EPH) im Rahmen der 24 Alben umfassenden Serie Seine/Ihre großen Erfolge erschien. Die Serie umfasste Lieder der Genres Schlager, Popmusik, Folk, World und Country-Musik. Die Herstellung erfolgte durch die Deutsche Grammophon GmbH. Die Veröffentlichung geschah unter den Rechtegesellschaften Gesellschaft für musikalische Aufführungs- und mechanische Vervielfältigungsrechte und Bureau International de l’Edition Mecanique.

## Schallplattenhülle
Auf der Schallplattenhülle ist ein nachdenklich wirkender Freddy Quinn zu sehen, der einen schwarzen Pullover und darüber ein beiges Hemd trägt.

## Musik
Zwölf der 16 Lieder wurden in den Jahren von 1957 bis 1961 als Single veröffentlicht, darunter die großen Erfolge Heimweh (1956), Die Gitarre und das Meer (1959), Unter fremden Sternen (1960) und La Paloma (1961).
Lieder dieses Kompilationsalbums wurden in folgenden Studioalben veröffentlicht:
- Freddy (1958)
  - Heimatlos (geschrieben von Lotar Olias und Peter Moesser)
  - Einmal in Tampico (geschrieben von Lotar Olias und Peter Moesser)
  - Heimweh (geschrieben von Ralf Arnie (Pseudonym: Dieter Rasch), Ernst Bader, Richard Dehr und Terry Gilkyson). Die Originalversion dieses Liedes – Memories Are Made of This – stammt von Mindy Carson, Ray Conniff’s Orchestra und The Columbians (1955)[1]
  - Wer das vergisst (geschrieben von Lotar Olias und Peter Moesser)
  - Rosalie (geschrieben von Günter Lex und Hans Henderlein)
- Das ist Freddy (1961)
  - Cigarettes And Whisky
  - Ich bin bald wieder hier
  - Melodie der Nacht
  - Ich bin bald wieder hier
  - Irgendwann gibt’s ein Wiedersehn’n

## Titelliste
Das Album beinhaltet folgende 16 Titel:
- Seite 1

1. Heimweh (Memories Are Made Of This)
2. Rosalie
3. Einmal in Tampico
4. Heimatlos
5. Guitar Playing Joe
6. Wer das vergisst
7. Cigarettes And Whisky
8. Ich bin bald wieder hier

- Seite 2

1. Die Gitarre und das Meer
2. Melodie der Nacht
3. Unter fremden Sternen (fährt ein weißes Schiff nach Hongkong)
4. La Guitarra Brasiliana
5. So viel Träume (Eine Fischer-Ballade)
6. La Paloma
7. Wann kommt das Glück auch zu mir
8. Irgendwann gibt’s ein Wiedersehn’n